# Шарль-Андре ван Лоо
Шарль-Андре ван Лоо (фр. Charles André van Loo; 15 лютого 1705 — 15 липня 1765) — французький придворний художник часів Французького королівства.

## Життєпис
Походив з династії художників ван Лоо. Син Луї-Абрахама ван Лоо. Народився 1705 року в Ніцці. У 1712 році втратив батька. Виховувався в родині свого старшого брата Жана-Батиста, якого супроводжував в поїздках Італією в 1712—1715 і в 1716—1718 роках. Під час другої подорожі займався в Римі живописом під керівництвом художника Бенедетто Луті і скульптора П'єра Ле Гро Молодшого. Був також учнем П'єра Гобера, придворного живописця короля Людовика XIV. Разом з тим загальна освіченність Шарля-Адре була низькою.
У 1720 році Шарль-Андре приїжджає до Париж, де 1723 року малює свою першу велику картину «Добрий самаритянин». Він служить помічником свого старшого брата при виконанні різних замовлень, зокрема при реставрації картинної галереї Франциска I в палаці Фонтенбло у 1724 році. Перше замовлення отримав в 1725 році на картину «Сходження Христа під храм» для зали капітулу пріорства Сен-Мартен-де-Шамп. Працював також над створенням декорацій для Паризької опери. За роботу «Яків прибирає своє житло перед від'їздом до Віфлеєму» художник отримує Римську премію Академії мистецтв.
У 1728 році художник приїжджає до Італії. Втім брак державних коштів не дозволив стати пенсіонером Французької академії в Римі. Тут він малює численні полотна на релігійну (наприклад, «Уславлення святого Ісідора», 1729 рік) і міфологічну тематику. Його талант помітив папа римський Бенедикт XIII. Найважливішою його роботою цього періоду залишається «Еней, що перевозить Анхіза» (1729 рік).
У 1732 він прямує з Риму через Флоренцію до Турину, де працює для Карла Еммануїла III, короля Сардинії. Також тут одружується. Створює серію з 11 картин «Звільнений Єрусалим» для королівського палацу в Турині. В його доробку цього періоду є робота «Діана та її німфи» на стелі кімнати королеви з замку Ступініджі. У 1733 році, в зв'язку з війною за польську спадщину, повертається на батьківщину і в 1734 році приїжджає до Парижу.
У 1735 він стає членом Королівської академії мистецтв за картину «Аполлон, що змушує Марсія прясти», в 1737 — професором Академії. У 1736 ван Лоо прикрашає картинами з мисливськими сценками зали Версальського палацу. 1737 року розмалював міфологчними сюжетами десюдепорт палацу Отель Субіз.
У 1740—1750-ті роки створює низку серій картин, присвячених стародавній історії, міфології та релігійній тематиці. У 1744 році малює сценки для кабінету дофіна в Версалі. 1747 року створив алегоричну композицію «Азія» для вітальні готелю Самуеля-Жак Бернарда на вулиці Рю де Бак. У 1747-1748 роках ван Лоо отримує замовлення на два портрета короля і королеви. При французькому дворі він користувався підтримкою королівської фаворитки маркізи де Помпадур і постійно отримував від неї замовлення, зокрема розмальовував її замок Бельвю в 1752—1754 роках.
У 1754 році обирається ректором Королівської академії мистецтв, в 1763 — її директором. У 1750 році художник був зведений у шляхетський стан, в 1751 році — нагороджений орденом св. Михайла. У червні 1762 йому надається титул першого художника короля. У 1764 році ван Лоо здійснив поїздку до Лондону. Помер в 1765 році.

## Творчість
Перші картини художник створив на релігійні сюжети. Згодом жанри, в яких він працював, були напрочуд різноманітними. Технічна майстерність була винятковою.  Ван Лоо писав костюмовані і репрезентативні портрети, декоративні панно, виконував картони для мануфактури гобеленів, писав твори на міфологічні та релігійні сюжети. Він одним з перших став малювати картини в жанрі костюмованих сцен на східні та екзотичні теми: «Відпочинок на полюванні» (для столової в малих апартаментах короля в Фонтенбло), «Концерт султана» і «Паша з коханкою» (обидві — 1737 рік).
Був одним з головних представників «великого стилю», найталановитіших історичних живописців XVIII ст., майстром декоративних композицій, які стали гордістю французького рококо. Найвідомішою картиною в цьому стилі є «Амур, що стріляє з лука», написаною в 1761 році. Цей твір користується неослабним успіхом у глядачів, тому що стріла Амура завжди цілиться в серці глядача, звідки б він не дивився на картину. Інші відомі твори: «Святий Карло Борромео надає причастя прокаженим» (для каплиці Сен-Марсель собору Паризької Богоматері, 1743 рік) «Прекрасна садівниця» (1750 рік), «Поклоніння янголів» (для каплиці Успіння церкви Сен-Сульпіс, 1751 рік) «Іспанський концерт» (1754 рік), «Іспанське читання» (1754—1761 роки).
Незважаючи на успіх і блискучу кар'єру, твори Ванлоо після 1750 року критикували за помпезність і фальш. Намагався поєднати рококо з традиціями минулих майстрів. Стиль цього періоду в творчості ван Лоо характеризується особливою увагою до костюмів, концентрації дії, забарвлення і кольористики, більшої чіткості. Найбільшою робою в цьому напрямку є серія «Життя святого Августина» з 7 частин для хору базиліки Нотр-Дам де Віктуар в Парижі (1748—1755 роки).

## Родина
- Жуль-Сезар-Дені ван Лоо (1743—1821), французький художник